# Meloe sulcicollis
Meloe sulcicollis is een keversoort uit de familie van oliekevers (Meloidae). De wetenschappelijke naam van de soort is voor het eerst geldig gepubliceerd in 1804 door Latreille.